# Église Sainte-Anne de Lavault-Sainte-Anne
L'église Sainte-Anne est une église située à Lavault-Sainte-Anne, en France.

## Localisation
L'église est située sur la commune de Lavault-Sainte-Anne, dans le département français de l'Allier.

## Historique
L'édifice est inscrit au titre des monuments historiques en 1973.